# ユニオン・プレイリー郡区 (アイオワ州アラマキー郡)
ユニオン・プレイリー郡区は、アメリカ合衆国、アイオワ州、アラマキー郡にある18の郡区の一つである。2000年の国勢調査で、人口は730人だった。

## 地理
ユニオン・プレイリー郡区は、92平方キロメートル（35.4平方マイル)で、組み込まれている自治体(incorporated settlements)は存在しない。アメリカ地質調査所によると、この郡区はEells PlotとMount OlivetとWest Ridgeの3つの霊園が含まれている。